# خدایی که سوار بر اسب می‌شود
خدایی که سوار بر اسب می‌شود (به تامیلی: Pariyerum Perumal) و (به انگلیسی: The God who mounts a Horse) فیلمی هندی محصول سال ۲۰۱۸ و به کارگردانی ماری سلواراج است. در این فیلم بازیگرانی همچون کاتیر، آناندهی و یوگی بابو ایفای نقش کرده‌اند.